# Bea Miller
Pour les articles homonymes, voir Miller.
Beatrice Annika Miller, dite Bea Miller (depuis 2013), est une auteure-compositrice-interprète et actrice américaine, née le 7 février 1999 à Maplewood (New Jersey).
Arrivée à la neuvième place de la deuxième saison de X Factor aux États-Unis, Miller signe une entente avec les maisons de disques Hollywood et Syco Music. Son premier maxi, intitulé Young Blood, sort en avril 2014, suivi par son premier album studio, Not an Apology, en juillet 2015. En 2018, elle a sorti une chanson avec NOTD, « I Wanna Know », qui devient sa chanson la plus écoutée sur Spotify ; Bea sort également son deuxième album aurora, comprenant ses 3 EPs sortis en 2017 (« chapter one : blue », « chapter two : red » et « chapter three : yellow ») et cinq autres chansons. En 2019, elle sort le single « it’s not u it’s me » en featuring avec 6LACK, puis un autre single, « feel something » en juin. Plus tard cette année, elle fera sa première tournée mondiale « sunsets in outerspace tour ».

## Carrière

### X Factoraux États-Unis (2012)
Bea Miller interprète les chansons suivantes au cours de son passage dans l’émission télévisée X Factor :
| Épisode               | Thème                  | Chanson interprétée                         | Artiste             | Ordre | Résultat                     |
| --------------------- | ---------------------- | ------------------------------------------- | ------------------- | ----- | ---------------------------- |
| Audition              | Choix libre            | Cowboy Take Me Away                         | Dixie Chicks        | NC    | Acceptée                     |
| Camp d’entraînement   | Solo                   | NC                                          | NC                  | NC    | Admise                       |
| Camp d’entraînement 2 | Groupe                 | NC                                          | NC                  | NC    | Admise                       |
| Camp d’entraînement 3 | Duo                    | Pumped Up Kicks (avec Carly Rose Sonenclar) | Foster the People   | NC    | Admise                       |
| Maison des juges      | Choix libre            | Titanium                                    | David Guetta et Sia | NC    | Admise                       |
| Semaine 1             | Made in America        | I Won't Give Up                             | Jason Mraz          | 11    | Admise                       |
| Semaine 2             | Musiques de films      | Iris                                        | Goo Goo Dolls       | 5     | Sauvée (10e position)        |
| Semaine 3             | Divas                  | Time After Time                             | Cyndi Lauper        | 4     | Sauvée (8e position)         |
| Semaine 4             | Giving Thanks          | Chasing Cars                                | Snow Patrol         | 7     | Trois derniers (8e position) |
| Semaine 4 : la survie | Chanter pour sa survie | White Flag                                  | Dido                | 2     | Éliminée                     |

### Depuis 2013: contrat de disque etNot An Apology
Le 11 avril 2013, il est officiellement annoncé qu'elle a signé dans les maisons de disques Syco Music et Hollywood Records, faisant le premier accord de collaboration entre les deux labels. Peu de temps après la fin de la deuxième saison de X Factor, Miller change son nom en Bea Miller. Son album sort en 2015 avec les singles Young Blood et Fire N Gold. La couverture est une photo de Miller assise tenant un feutre, stylisé avec des marques de feutres autour d'elle. Elle met en ligne sa nouvelle chanson Rich Kids sur YouTube en 2014 qui est inclus dans Not An Apology. Son single Young Blood totalise plus de 150 000 vues en moins d'une semaine[réf. nécessaire]. Elle sort un clip « lyrics » d'une nouvelle chanson intitulée Enemy Fire[réf. nécessaire].
Enemy Fire apparaît sur sa propre chaîne Vevo en avril 2014. Elle a travaillé avec Busbee, Jarrad Rogers, Mike Del Rio, et d'autres producteurs notables pour son album. Son premier EP, Young Blood, sort le 22 avril, 2014, avec le premier single du même nom. Son EP culmine à no 2 au classement des albums pop sur iTunes. Son EP connaît de bons débuts avec64e place du classement Billboard 200. Elle prête sa voix au livre audio du livre de Jennifer Donnelly, Deep Blue: Songspell[réf. nécessaire]. Elle contribue également à la chanson du livre, Open Your Eyes, qu'elle chante elle-même. Miller fait la première partie de Demi Lovato dans certaines villes pour le Demi World Tour.

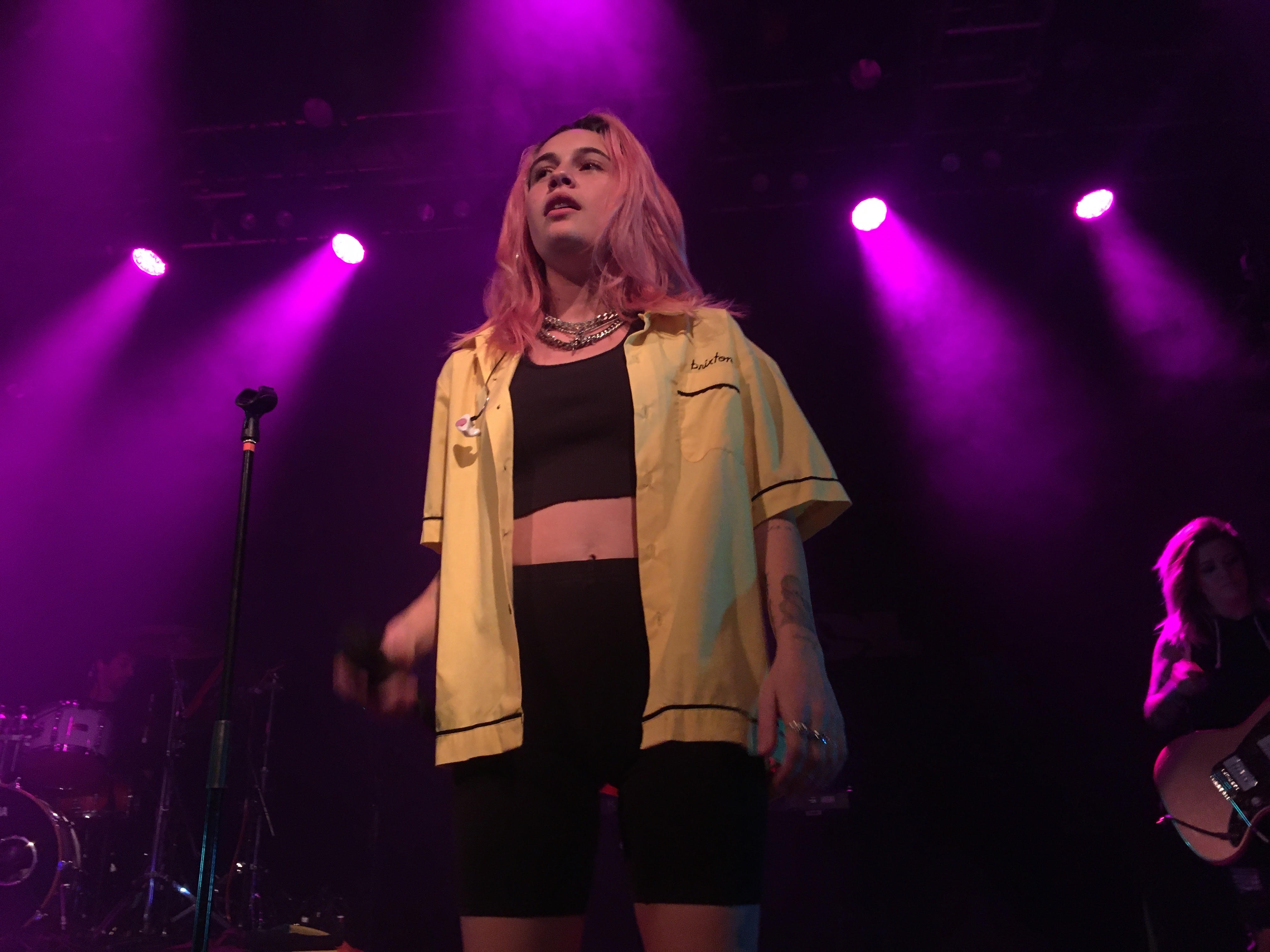
Bea Miller en 2019.

Son premier single Young Blood est récompensé aux Radio Disney Music Awards 2015 comme « meilleure chanson de musique à chanter avec votre BFF ». Le 24 avril 2015, il est annoncé que Miller accompagnera Debby Ryan et Natalie La Rose en première partie de la tournée d'été du Reflection Tour des Fifth Harmony, qui commence le 15 juillet à Louisville (Kentucky). En juillet 2015, Miller est choisie par le vote du public pour être la prochaine artiste Vevo Lift
Le 23 février 2017, elle sort un deuxième EP intitulé Chapter One: Blue qui contient trois chansons : Song Like You, Burning Bridges et I Can't Breath. Le 1er juin elle sort Chapter Two : Red qui contient également trois chansons : Warmer, Like That et Buy Me Diamonds.
Le 6 novembre 2021 elle interprète, avec Imagine Dragons, la musique de la cérémonie d'ouverture de la final du championnat du monde de League of Legends.

## Vie privée
Bea Miller a noué une forte amitié avec la star internationale Demi Lovato et sa sœur Madison De La Garza.
Elle a été en couple avec le chanteur Jacob Whitesides et Devon Hernandez.

## Discographie

### Albums studio
| Not an Apology | - Sortie : 24 juillet 2015 - Labels : Syco, Hollywood - Formats : CD, téléchargement numérique | 7 | 5 |
| aurora         | - Sortie : 23 février 2018 - Labels : Syco, Hollywood - Formats : CD, téléchargement numérique |   |   |

### EPs
| Titre                 | Détails de l'album                                                                             | Position au chart US |
| --------------------- | ---------------------------------------------------------------------------------------------- | -------------------- |
| Young Blood           | - Sortie: 22 avril 2014 - Labels: Syco, Hollywood Records - Format: Téléchargement numérique   | 64                   |
| Chapter One: Blue     | - Sortie: 23 février 2017 - Labels: Syco, Hollywood Records - Format: Téléchargement numérique |                      |
| Chapter Two: Red      | - Sortie: 2 juin 2017 - Labels: Syco, Hollywood Records - Format: Téléchargement numérique     |                      |
| Chapter Three: Yellow | - Sortie: 6 octobre 2017 - labels: Syco, Hollywood Records - Format: Téléchargement numérique  |                      |
| Elated!               | - Sortie: 23 octobre 2020 - labels: Hollywood - Format: Téléchargement numérique               |                      |

### Clips
| Titre                                 | Année |
| ------------------------------------- | ----- |
| Young Blood                           | 2014  |
| Fire N Gold                           | 2015  |
| Yes Girl                              | 2016  |
| Song Like You                         | 2017  |
| Burning Bridges                       | 2017  |
| I Can't Breathe                       | 2017  |
| Like That                             | 2017  |
| Buy Me Diamond                        | 2017  |
| Warmer                                | 2017  |
| Repercussions                         | 2017  |
| To The Grave                          | 2017  |
| S.L.U.T.                              | 2018  |
| Feel Something                        | 2019  |
| Feels Like Home (avec Jessie Reyez)   | 2019  |
| Wisdom teeth                          | 2020  |
| Making bad decisions                  | 2020  |
| Hallelujah                            | 2020  |
| Forever is a lie                      | 2020  |
| Fell Something Different (avec Aminé) | 2020  |
| I never wanna die                     | 2020  |
| Self crucify                          | 2020  |

## Filmographie
| Année | Titre                                      | Rôle                                      | Commentaires            |
| ----- | ------------------------------------------ | ----------------------------------------- | ----------------------- |
| 2008  | Saturday Night Live                        | Participante au Dakota Fanning Show       | Simple apparition       |
| 2008  | Teddy Grams                                | Grace                                     | Court métrage           |
| 2009  | Confessions d'une accro du shopping        | Jeune fille dans un magasin de chaussures |                         |
| 2009  | Tell-Tale                                  | Angela Bernard                            |                         |
| 2009  | L'Âge de glace 3 : Le Temps des dinosaures |                                           | Voix                    |
| 2009  | Wonder Pets                                | Cuby                                      | Deux épisodes           |
| 2009  | Yes, Virginia                              | Virginia O'Hanlon                         | Distribution principale |
| 2009  | Yuppie Federation                          | Une serveuse                              | Court métrage           |
| 2010  | Hens and Chicks                            | Hanna                                     | Court métrage           |
| 2010  | Toy Story 3                                | Molly                                     | Voix                    |
| 2011  | Too Big to Fail : Débâcle à Wall Street    | Arrière-petite-fille de Warren Buffett    | Téléfilm                |
| 2012  | Lifted                                     | Sara                                      | Court métrage           |
| 2012  | Unforgettable                              | Katrina Sadler                            | Un seul épisode         |
| 2013  | Officer Down                               | Lanie Callahan                            |                         |
| 2013  | Mary et Martha : Deux mères courage        | Chanteuse présente à l’enterrement        | Téléfilm                |
| 2013  | Wonder Pets                                | Baby Munchkin                             | Un seul épisode         |
| 2015  | Come on #MakeItHappy                       | Elle-même                                 | Court métrage           |

## Distinctions
| Année | Cérémonie                 | Catégorie                                                          | Œuvre ou rôle | Résultat   |
| ----- | ------------------------- | ------------------------------------------------------------------ | ------------- | ---------- |
| 2015  | Radio Disney Music Awards | Meilleure chanson pour s’éclater avec ton ou ta meilleur(e) ami(e) | Young Blood   | Lauréat    |
| 2015  | Teen Choice Awards        | Prochaine grande révélation                                        | Elle-même     | Lauréat    |
| 2016  | Teen Choice Awards        | Révélation musicale du public                                      | Elle-même     | Nomination |

## Tournées
En tant que première partie
- 2014 : Demi Lovato – Demi World Tour
- 2015 : Fifth Harmony – The Reflection Tour
- 2016 : Selena Gomez – Revival Tour